# یواس‌اس کنککی (ای‌او-۳۹)
یواس‌اس کنککی (ای‌او-۳۹) (به انگلیسی: USS Kankakee (AO-39)) یک کشتی بود که طول آن ۵۰۱ فوت ۸ اینچ (۱۵۲٫۹۱ متر) بود. این کشتی در سال ۱۹۴۲ ساخته شد.